# Decoration Tracks
『Decoration Tracks』(デコレーショントラックス)は、ファンキー加藤の2枚目のオリジナル・アルバム。2016年11月2日にドリーミュージックから発売された。1枚目のアルバムの｢ONE｣以来、2年2ヵ月振りの発売となる。

## 収録曲

### CD
1. MUSIC MAGIC [4:36]
  - ONE FOR HALL TOUR 2015 テーマソング
  - ｢よみうりランド｣ 2015 ジュエルミネーション CMソング
  - 作詞 : ファンキー加藤 作曲 : ファンキー加藤/田中隼人
2. ブラザー [4:41]
  - 映画 ｢サブイボマスク｣ 主題歌
  - 作詞 : ファンキー加藤 作曲 : ファンキー加藤/田中隼人
3. 中途半端なスター [4:49]
  - マイナビ ｢マイナビ転職｣ CMソング
  - 作詞 : ファンキー加藤 作曲 : ファンキー加藤/田中隼人
4. 走れ 走れ [4:08]
  - TBS ｢イベントGO!｣ 2016年11月度 オープニングテーマ
  - 作詞・作曲 : ファンキー加藤/大知正紘
5. つながるから [4:42]
  - マイナビ ｢マイナビ転職｣ CMソング
  - 4枚目のシングル ｢MUSIC MAGIC｣のカップリング曲。
  - 作詞 : ファンキー加藤 作曲 : DJ CONTROLER/U.M.E.D.Y/WolfJunk
6. 勇者のうた [5:15]
  - TBS プロ野球中継『SAMURAI BASE BALL』
  - 6枚目のシングル ｢ブラザー｣のカップリング曲。
  - 作詞・作曲 : ファンキー加藤/soundbreakers
7. Ring a Bell [4:06]
  - 作詞 : ファンキー加藤 作曲 : ファンキー加藤/林奈津美
8. Tokyo Destlny Land [3:50]
  - 作詞 : ファンキー加藤 作曲: ファンキー加藤/田中隼人
9. カラフル [4:05]
  - 7枚目のシングル ｢走れ 走れ｣のカップリング曲。
  - 作詞・作曲 : ファンキー加藤/soundbreakers
10. ただいま 〜HOMETOWN〜 [5:19]
  - 作詞・作曲 : ファンキー加藤/川村結花/soundbreakers
11. 急性ラブコール中毒 Part.1 [3:26]
  - 作詞・作曲 : ファンキー加藤/soundbreakers
12. 少年の声 [4:31]
  - フジテレビ ｢めざましテレビ｣ 2014年度10月～3月 水曜日 デイリーテーマソング
  - 4枚目のシングル ｢MUSIC MAGIC｣のカップリング曲。
  - 作詞 : ファンキー加藤 作曲 : DJ CONTROLER/U.M.E.D.Y/WolfJunk
13. 花鳥風月 [4:42]
  - 5枚目のシングル ｢中途半端なスター｣のカップリング曲。
  - 作詞 : ファンキー加藤 作曲 : ファンキー加藤/soundbreakers
14. 本当のこと 『通常盤、初回限定盤(A)』[4:41]
『初回限定盤(B)』[4:43]
  - 作詞 : ファンキー加藤 作曲 : ファンキー加藤/soundbreakers
15. 春雄の唄 (Album ver)『ボーナストラック』[4:19] ※初回限定盤(B)のみ収録
  - アルバムバージョンでの収録。
  - 映画 ｢サブイボマスク｣ 劇中歌
  - 作詞・作曲 : ファンキー加藤/田中隼人
16. かけがえのない人 (Album ver)『ボーナストラック』[5:09] ※初回限定盤(B)のみ収録
  - アルバムバージョンでの収録。
  - 映画 ｢サブイボマスク｣ 劇中歌
  - 作詞・作曲 : ファンキー加藤/川村結花

### DVD 初回限定盤(A)
- I LIVE YOU 2016 in 横浜アリーナライブダイジェスト映像

1. 中途半端なスター
2. MUSIC MAGIC
3. 輝け
4. つながるから
5. ヒーロー
6. ブラザー
7. 太陽
8. あとひとつ
9. 希望の唄
10. CHANGE
11. ちっぽけな勇気
12. My VOICE
13. 太陽おどり〜新八王子音頭〜
14. リスタート
15. 悲しみなんて笑い飛ばせ！

### DVD 初回限定盤(B)
- VIDEO CLIP

1. MUSIC MAGIC (VIDEO CLIP)
2. MUSIC MAGIC (VIDEO CLIP メイキング映像)
3. 中途半端なスター (VIDEO CLIP)
4. 中途半端なスター (VIDEO CLIP メイキング映像)
5. ブラザー (VIDEO CLIP)
6. ブラザー (VIDEO CLIP メイキング映像)
7. 走れ 走れ (VIDEO CLIP)
8. 走れ 走れ (VIDEO CLIP メイキング映像)